# Emiliano Barbaro
Emiliano Barbaro (Rovigo, 5 agosto 1846 – 11 marzo 1934) è stato un nobile e politico italiano, sindaco di Padova.

## Biografia
Patrizio Veneto, fu sindaco di Padova dal 1893 al 1897. 